# Kevin Chilton
Kevin Patrick Chilton (Los Angeles, 3 novembre 1954) è un ex astronauta e generale statunitense.
Prima della sua nomina a generale dell'United States Air Force, Chilton ha speso 11 anni come astronauta della NASA; è andato in pensione dall'Air Force il 1º febbraio 2011, dopo aver raggiunto il grado più alto di tutti gli astronauti militari. Il 30 gennaio 2012 è entrato a far parte del consiglio di amministrazione della Orbital Sciences Corporation.